# Takin' Over the Asylum
«Захопити притулок» (англ. Takin' Over the Asylum) — це шестисерійна теледрама BBC Scotland про лікарняну радіостанцію в психіатричній лікарні Глазго. Сценарій серіалу написала Донна Франсезчайлд, продюсером виступив Кріс Парр, а режисером — Девід Блер. Дія серіалу відбувається у вигаданій лікарні під назвою «Притулок святого Тадея» (англ. St Jude's Asylum); зйомки проводились у Гартлохській лікарні (колишній притулок), яку закрили у 1996 році.
За сюжетом, Едді Маккенна (Кен Стотт), продавець склопакетів, алкоголік і натхненний ді-джей, починає вести лікарняну радіостанцію за допомогою кількох пацієнтів, серед яких:
- Кемпбелл Бейн (Девід Теннант) — дев'ятнадцятирічний ентузіаст з біполярним розладом (також відомий як маніакальна депресія), що долучається до ведення передач на радіо;
- Франсін (Кеті Мерфі[en]) — багаторічна пацієнтка з депресією і схильністю завдавати собі шкоди, яка подобається Маккенні;
- Фергус (Ангус Макфадьєн) — інженер-електрик із шизофренією, що має звичку тікати лікарні, а потім повертатися;
- Розалі (Рут Маккейб) — домогосподарка середніх років із ОКР щодо чистоти і складними стосунками з чоловіком.

У шоу використано багато пісень Beatles: як у саундтреку, так і в назвах епізодів. Назва лікарні, наприклад, відлунює в пісні «Hey Jude». Серіал відзначається якісним монтажем звуку: популярні музичні композиції плавно поєднуються з темою саундтреку та живими звуками дії.
Серіал вийшов на DVD 9 червня 2008 року, а серіал повторно показали на каналі BBC Four, по два епізоди упродовж трьох суботніх вечорів поспіль. Через проблеми з авторськими правами на музику, композитору Джуніору Кемпбеллу також було доручено записати кавер-версії більшості оригінальних хітів, включених у саундтрек серіалу. Вони замінили оригінальні композиції у світових трансляціях (поза Сполученим Королівством), а також на DVD.

## Епізоди
Кожен з епізодів названий на честь популярної пісні.
| № серії | Назва серії                        | Режисер(и) | Оригінальна дата показу |
| --- | ---------------------------------- | ---------- | ----------------------- |
| 1 | «Hey Jude»                         | Девід Блер | 27 вересня 1994         |
| Едді МакКена працює продавцем подвійних склопакетів, але його справжня пристрасть – вечірня робота ведучого лікарняного радіо, де одного вечора йому раптово повідомляють про звільнення. Натомість його запрошують відновити радіостанцію в психіатричній лікарні Святого Джуда. Завітавши до лікарні, він зустрічає Кемпбелла Бейна – 19-річного юнака з маніакально-депресивним розладом, та Нану – пацієнтку літнього віку, яка говорить незрозумілою мовою та весь час наспівує якусь мелодію. Його дебют на новому місці не має успіху: пацієнти лікарні, зібравшись біля радіостанції, зрештою ідуть геть. Виходячи з лікарні, Едді помічає пацієнтку у стані нервового зриву, однак проходить повз. Кемпбелл переконує чоловіка найняти його співведучим на радіошоу. Наступного дня Едді знову зустрічає ту саму пацієнтку, яка представляється як Франсін і помічає, як вона гасить сигарету об власну руку. Під час його шоу раптово ламається телевізор, до екрану якого увага пацієнтів зазвичай прикута щовечора, і це змушує їх звернути увагу на радіостанцію. Едді вмикає пісню «Help!» на замовлення Франсін. Музика переривається поломкою мікшерного пульта. До нього підходить пацієнт на ім'я Ферґус, але його силоміць стримує персонал лікарні. З'ясовується, що він був електриком і намагався полагодити пульт. Пізніше Ферґус зізнається Едді, що «чує голоси» і страждає на шизофренію, і що несправність телевізора – справа його рук. Переглядаючи колекцію платівок, Едді знаходить пісню з такою ж назвою, як і та, яку наспівує Нана. Він запитує свою бабусю литовського походження, чи впізнає вона її, але та відповідає заперечно, пояснюючи, що пісня виконана латиською мовою. Для Нани знаходять перекладача, після чого її виписують з лікарні. |                                    |            |                         |
| 2 | «Fly Like an Eagle»                | Девід Блер | 4 жовтня 1994           |
| До лікарні приходить завідувачка радіостанції Евелін Макдональд. Ферґус пропонує покращення кількох речей, зокрема придбання нового мікшерного пульту. До Кемпбелла в гості навідується батько, щоб повідомити сину про його виписку на наступному тижні і розпитати про плани на майбутнє. Залишаючи заклад, Едді помічає Франсін біля відчиненого вікна і пропонує їй своє пальто. Вони заводять бесіду про її утримання під вартою та роботу Едді діджеєм. Едді зустрічає балакучу літню жінку на ім'я Гаррієт, яка супроводжує його на роботу. Його начальник ставить йому ультиматум: він мусить успішно укласти угоду з клієнтами, інакше втратить роботу. В лікарні Кемпбелл розповідає Едді про своє бажання стати професійним діджеєм і запитує чоловіка, чому він ще не став професіоналом. Кемпбелл пропонує план, як зробити лікарняне радіошоу більш популярним, роблячи акцент на унікальній якості «божевільного радіо». Едді розповідає Франсін про свою бабусю та її намагання одружити онука. Франсін розповідає про гладкого кота Мактавіша, якого вона бачить з вікна лікарні. Едді поправляє її, кажучи, що Мактавіш жіночої статі і що вона вагітна. Франсін емоційно йому заперечує та поспіхом виходить з кімнати. Батько Кемпбелла знову навідує сина, і той оголошує йому, що хоче стати діджеєм, проте батько не схвалює його амбіції. Батьки Кемпбелла натомість планують відправити його до Перту з тіткою Сьюзен і ізолювати його. Едді прибуває до лікарні разом з Евелін і виявляє, що Розалі зробила потрібні йому цифри. Евелін каже йому, що пацієнти не можуть брати участь у роботі радіостанції. Гаррієт підходить до Едді та висловлює бажання придбати подвійні склопакети, показуючи свій великий будинок з 35 вікнами. Кемпбелл під час ефіру переживає маніакальний напад, і персонал лікарні силоміць зупиняє його, вводячи заспокійливі препарати. Коли Едді, який став продавцем місяця, відвідує хлопця, Кемпбелл описує свій епізод як «чудову акторську гру» і каже, що його утримуватимуть ще на 6-10 тижнів, що дасть йому змогу продовжувати роботу радіоведучого. |                                    |            |                         |
| 3 | «You Always Hurt the One You Love» | Девід Блер | 11 жовтня 1994          |
| Кемпбелл, Фергус та Розалі збирають підписи на Арґайл-стріт для перетворення лікарняної радіостанції на професійну, але поліція їх розганяє. У лікарні Едді дорікає їм за нехтування обов'язками. Розалі зустрічає свого чоловіка Джима, який вимагає, щоб вона відмовилася від своєї одержимості чистотою, та доктора Кернса, який пропонує тривале лікування. Дізнавшись, що лікарня не фінансуватиме нове обладнання, Едді та пацієнти вирішують зібрати гроші під час Дня відкритих дверей. Розалі організовує підготовку, під час якої з’ясовується, що її надлишкове прагнення до чистоти почалося після смерті сина від хвороби. Шоу Франсін, що супроводжувалось конкурсами і пожертвами, збирає натовпи, а поява місцевої знаменитості Спайка Міллігана закріплює успіх заходу. Леді Сара Чалмерс робить велику пожертву, рятуючи станцію. Пізніше Джим знову тисне на Розалі щодо лікування, але за порадою Кемпбелла вона рішуче відмовляється. Вона нарешті знімає рукавички та потискає йому руку, поки команда святкує під гімн «Я хочу тримати тебе за руку». |                                    |            |                         |
| 4 | «Fool On The Hill»                 | Девід Блер | 18 жовтня 1994          |
| Ферґус виконує трюк, злітаючи на дельтаплані з лікарняної вежі, а пізніше повертається з викраденим мікшером. Едді та Кемпбелл обговорюють надсилання демо-записів, але Кемпбелл відмовляється. Доктор Голліс повідомляє Ферґуса, що його скоро випишуть, і пропонує дослідити його; він розгублений, думаючи, що це означає залишитися в лікарні. Кемпбелл пише радіокомпаніям і сперечається з Едді щодо професіоналізму. Франсін підбадьорює Ферґуса, який боїться, що його ніхто не візьме на роботу через його психічні проблеми. Ґріффін ставить Едді ультиматум: радіостанція або його робота продавцем. Головне радіо Шотландії пропонує їм пілотний епізод після того, як Кемпбелл блефує щодо іншої пропозиції. Ферґус отримує запрошення на співбесіду, а Едді підробляє для нього рекомендацію. Франсін розповідає Едді про своє складне дитинство, натякаючи на жорстоке поводження. Ферґуса наймають, але доктор Голліс повідомляє своєму роботодавцю про його шизофренію, що коштує йому роботи. Зневірений, він піднімається на вежу; Франсін, Едді та Кемпбелл намагаються зупинити його, але він стрибає. Пізніше Франсін тихо запитує Едді, чи Ферґус мертвий — він відповідає «так» — і вони стоять разом у тиші. |                                    |            |                         |
| 5 | «Rainy Night in Georgia»           | Девід Блер | 25 жовтня 1994          |
| 6 | «Let It Be»                        | Девід Блер | 1 листопада 1994        |

## Нагороди
Серіал отримав нагороду BAFTA 1995 року за найкращий серіал та найкращий монтаж, премію Royal Television Society за найкращого сценариста, премію «Психічне здоров'я в медіа» та Шотландську BAFTA за найкращий серіал і найкращого сценариста.

## Адаптація
Франсезчайлд адаптувала серіал для театральної сцени. Режисером вистави у 2013 році став Марк Томсон, а співпродюсерами — Citizens Theatre та Royal Lyceum Theatre. Франсезчайлд каже: «Багато змінилося з моменту виходу Takin' Over the Asylum в ефір у 1994 році. Дія цієї сценічної версії відбувається у світі мобільних телефонів, інтернету та мільйонів каналів цифрового телебачення. Але дві речі не змінилися. Соул-музика шістдесятих як і раніше залишається найкращою популярною музикою всіх часів, і люди з проблемами психічного здоров'я все ще зазнають стигматизації, дискримінації на робочому місці, зображуються як „наркомани з обмеженими можливостями“, їх ігнорують, уникають і навіть завдають фізичної шкоди».
У травні 2022 року п'єсу Takin' Over the Asylum ставлять студенти акторської майстерності в Королівській консерваторії Шотландії, режисером є знову Марк Томсон.